# Kaiviti Silktails
Maillots
Les Kaiviti Silktails (les « queues-de-soie »  de Kaiviti, du nom d'un oiseau emblématique des Fidji) sont le nom d'un club semi-professionnel fidjien de rugby à XIII basé à Lautoka. 
Depuis 2020 Ils évoluent en « Ron Massey Cup », une compétition australienne semi-professionnelle, et rejoindront la « New South Wales Cup  » en 2021.
Le club est fondé fin des années 2010 et participe à l'expansion du rugby à XIII.
S'il commence bien la saison sportive au mois de mars 2020, le club n'échappe pas aux restrictions liées à la crise du covid 19, et doit, comme les clubs australiens, attendre le reprise officielle du championnat.

## Histoire
Le projet d'intégrer une équipe fidjienne à la New South Wales Cup date de 2014. Mais le projet se concrétise réellement en 2018 avec le dépôt de la candidature officielle par le futur président du club : Petero Civoniceva.

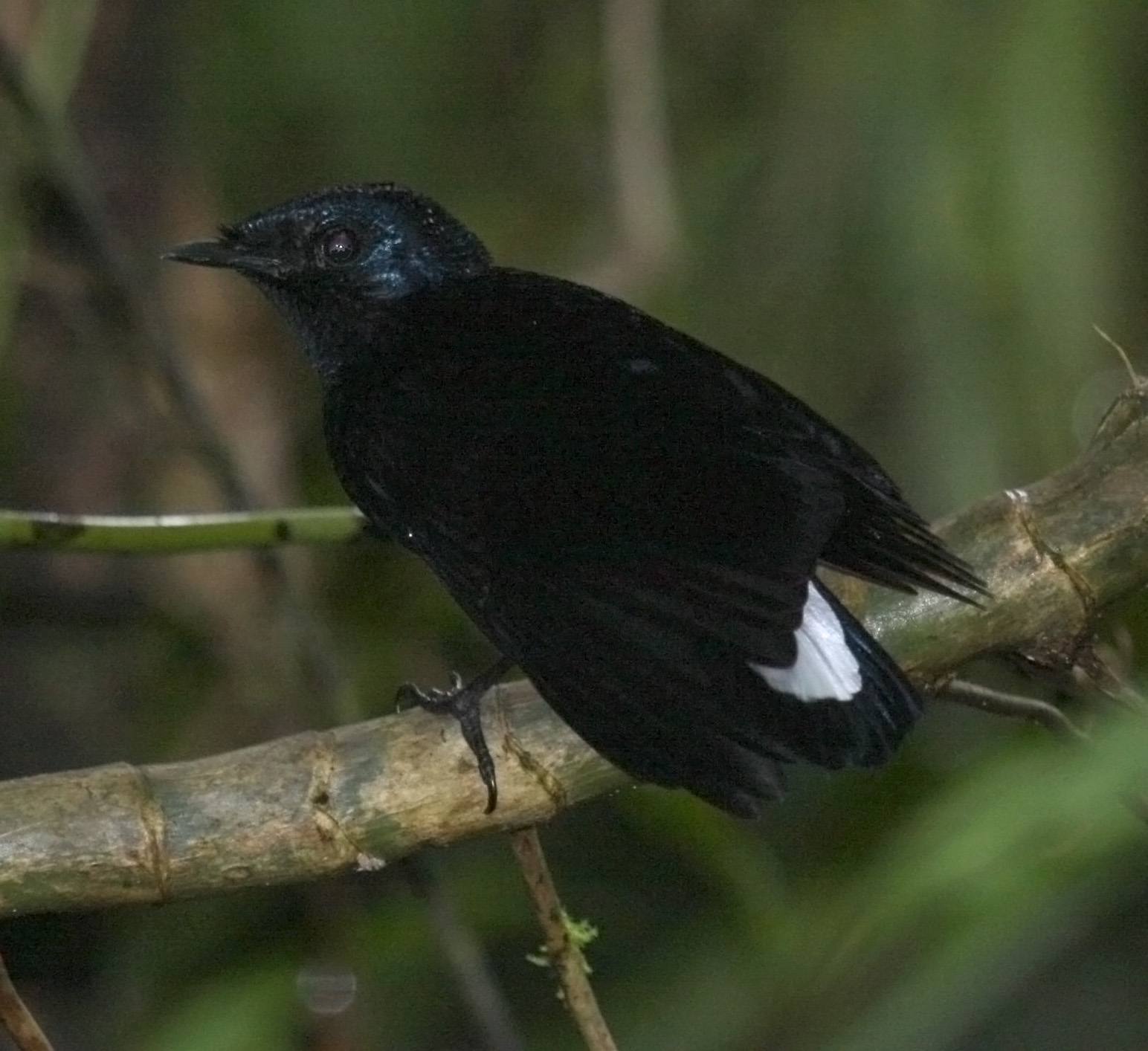
L'oiseau des Fidji qui a inspiré le nom de l'équipe ou Silktail (Lamprolia victoriae)

## Effectif

### Effectif première saison (2020)
Un média fidjien a annoncé l'équipe suivante avant qu'elle ne débute la Ron Massey Cup : « 1. Ratu Timoci Namotukula – Ravoravo Rabbitohs 2. Ropate Tobe – Army Bears  3. Maika Serulevu – West Fiji Dolphins , Turaganivalu Nabetelevu – Nadera Panthers5. Vereti Peceli – Nadera Panthers
6. Peter Muni – Makoi Bulldogs7. Apimeleki Lutuimawi – West Fiji Dolphins8. Osea Sadrau – West Coast Storms 9. Penioni Tagituimua – Nadera Panthers10. Ilisavani Jegesa – Nabua Bronco 11. Apakuki Tavodi – USP Raiders (Captain) 12. Marika Tagicakibau – Army Bears13. Ratu Jowasa Drodrolagi – Nabua Broncos 14. Jovilisi Natoya– Coastline Roos  15. Waisea Nasekai – Ravoravo Rabbitohs 16. Tikiko Noke – Ravoravo Rabbitohs 17. Josaia Raboiliku – Coastline Roos 18. Rupeni Naikawakawa – Nadera Panthers ».